# Henry Lerolle
Henry Lerolle (París 1848 - 1929) fou un pintor francès. Pintor d'història, de gènere i retratista, debutà al Saló de París del 1868. A partir del 1874, conreà la pintura religiosa en la qual es va especialitzar. Fou un dels fundadors de la Société Nationale des Beaux Arts.
Henry Lerolle fou amic de Ramon Casas i de Miquel Utrillo. Aquest darrer posseïa un autoretrat de Lerolle que el 1945 fou adquirit pel Museu Nacional d'Art de Catalunya. Aquest autoretrat fou el facsímil del núm. 92 de Pèl & Ploma del 1903.